# Villavieja de Yeltes

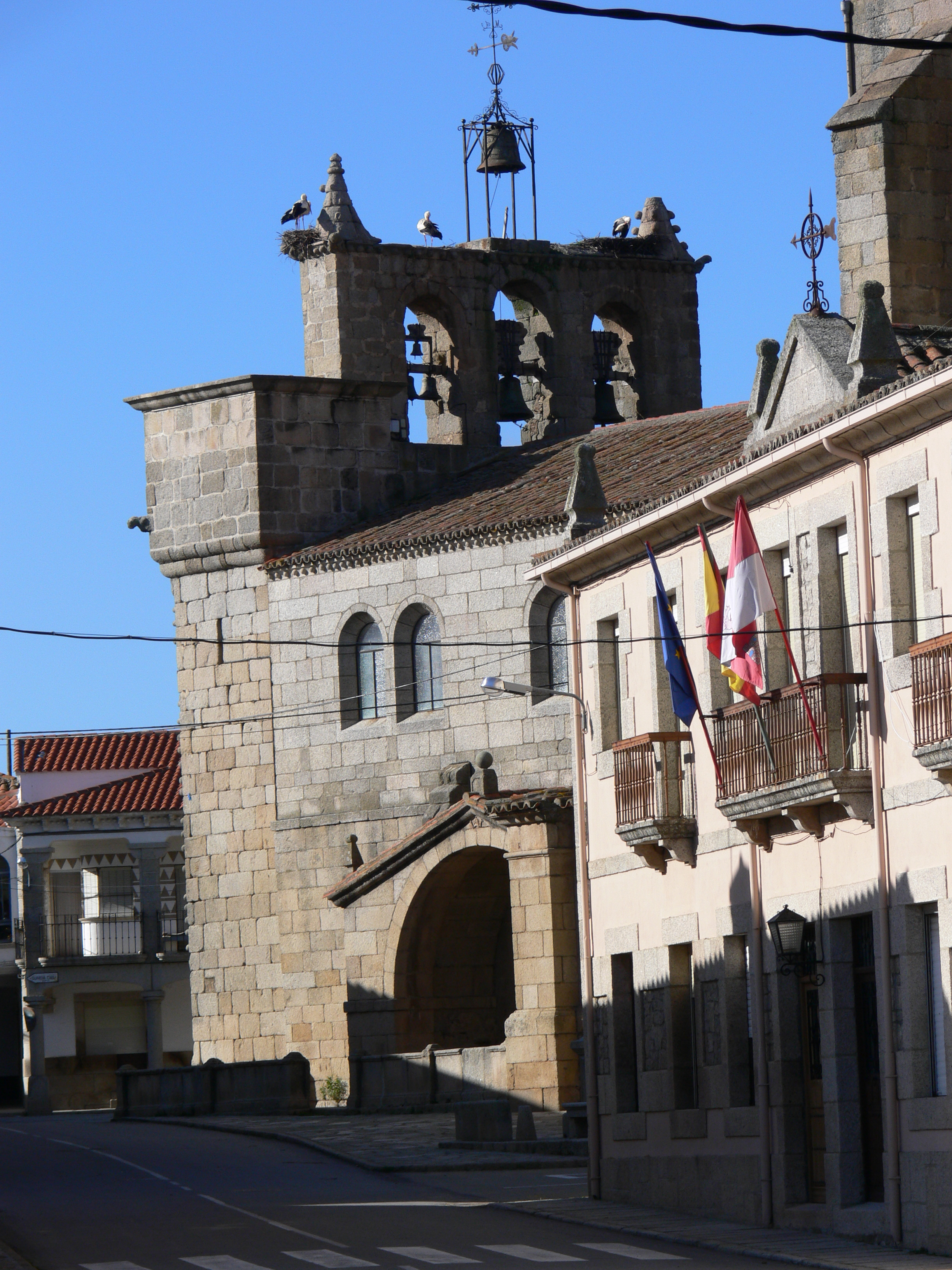
Kerk in Villavieja de Yeltes

Villavieja de Yeltes is een gemeente in de Spaanse provincie Salamanca in de regio Castilië en León met een oppervlakte van 50,84 km². Villavieja de Yeltes telt 838 inwoners (1 januari 2016).